# Ligne 1 du métro de Pusan
La ligne 1 du métro de Busan est la ligne parcourant Busan du nord au sud. Elle mesure 40,5 km long pour 40 stations. Elle est considérée comme la deuxième plus longue ligne du système de métro de Busan, juste derrière la ligne 2. Mais avec la ligne 1, elle est considérée comme la ligne la plus populaire de tout le métro de Busan allant vers des quartiers telles que la station Jagalchi, la gare de Busan, la station Seomyeon, la station Dongnae et la station Nopo. La ligne 1 utilise des rames de 8 voitures. La couleur de la ligne est le orange.
Les panneaux de signalisation sont circulaires avec une face blanche encadré en orange. Le nom de la station est écrit en coréen en grandes lettres Hangul avec en dessous le nom anglais plus petit et le numéro de la station. Encore en dessous, il y à le nom Hanja dans une police d'écriture de taille similaire.

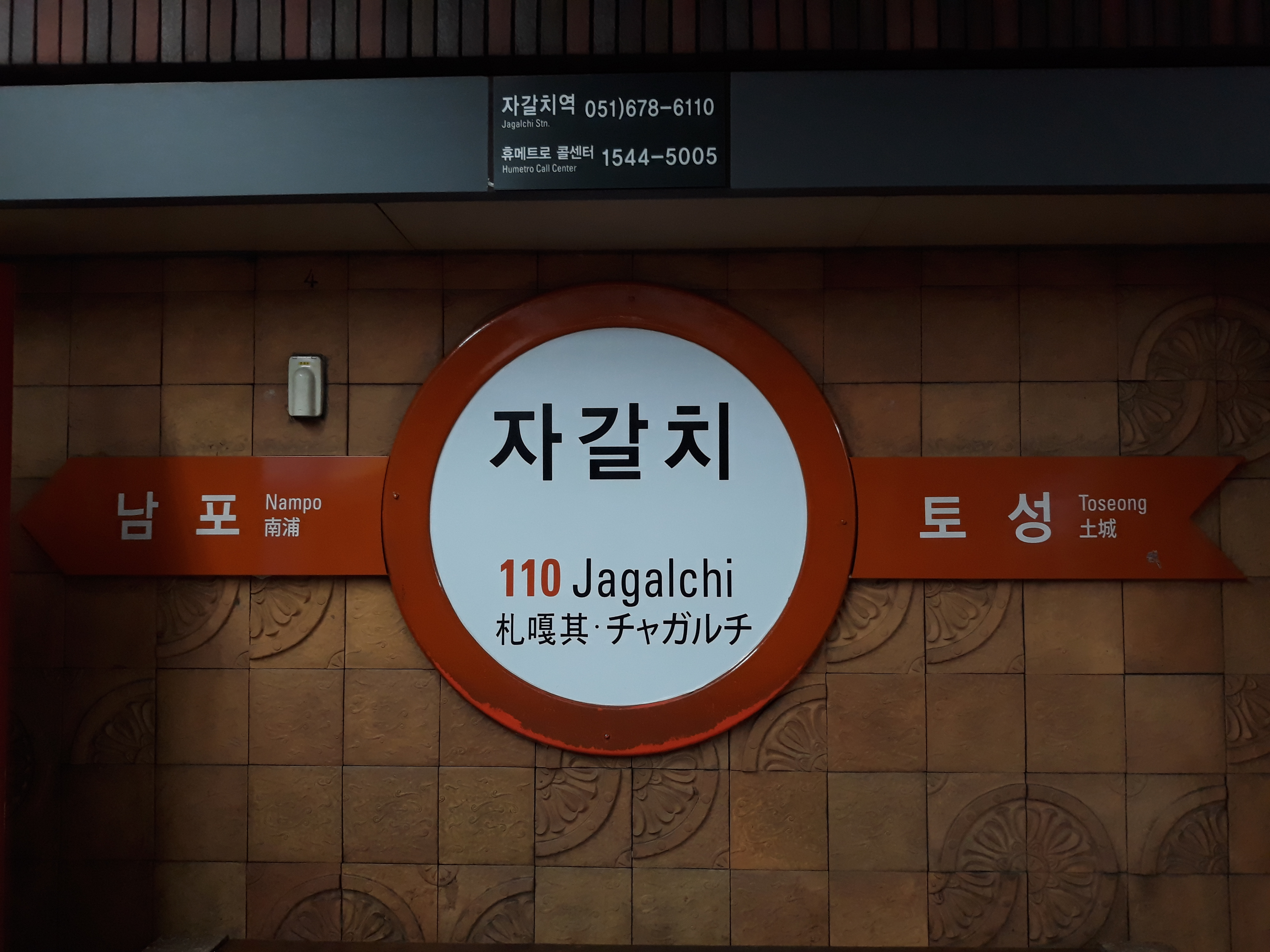
Panneau de la station Jagalchi

## Histoire
Le projet de la ligne commence à être imaginé en 1979. En 2009, la Busan Transportation Corporation avait prévu d'achever la cinquième section de l'extension de la ligne de métro d'ici fin 2013, mais l'a reportée finalement à novembre 2016 ,.

### Années 1980
- 13 juin 1981 : Construction de la première section de la station Beomnaegol (118) à la station Nopo (134).
- 28 juillet 1983 : Construction de la deuxième section de la station Jungang (112) à la station Beomnaegol (118).
- 14 août 1984 : Construction de la troisième section de la gare de Seodaesin (107) à la gare de Jungang (112).
- 19 juillet 1985 : Ouverture à la circulation de la station Beomnaegol (118) à la station Beomeosa (133).
- 19 décembre 1986 :Ouverture à la circulation pour la station de Nopo (134).
- 15 mai 1987 : Ouverture à la circulation de la station de Jungang (112) à la station de Beomnaegol (118).
- 19 mai 1988 : Ouverture à la circulation de la station de Toseong (109) à la station de Jungang (112).

### Années 1990
- 28 février 1990 : Ouverture à la circulation de la station de Seodaesin (107) à la station de Toseong (109).
- 24 juillet 1990 : Construction de la quatrième section de la station de Sinpyeong (101) à la station de Seodaesin (107).
- 23 juin 1994 : Ouverture à la circulation de la station de Sinpyeong (101) à la station de Seodaesin (107).

### Années 2000
- 20 novembre 2009 : Début des travaux de construction de la cinquième section de la station de Dadae à la station de Sinpyeong (101).

### Années 2010
- 24 février 2010 : la station de Seodaesin (107), Dongdaesin (108), Toseong (109), Nampo (111), Jungang (112), Choryang (114), Jwacheon (116), Beomil (117), Bujeon (120), Yeonsan (123), Myeongnyun (126), Jangjeon (129), Guseo (130), Namsan (132) et (134) Nopo ont été renommées en supprimant le « dong » à la fin.
- 20 avril 2017 : Ouverture à la circulation de la station de Dadaepo Beach (095) à la station de Sinpyeong (101).

## Heures d'ouverture
La ligne 1 commencent à 5h05 pour le trajet de Sinpyeong à Nopo de la station de Sinpyeong et à 5h10 pour le trajet de Nopo à Sinpyeong à la station de Nopo. Les dernier trajet s'achève avec l'arrivée des derniers trains à Sinpyeong à 00h35 et à Nopo à 00h30. Un trajet sur l'ensemble la ligne prend environ 1 heure 2 minutes.

## Liste des stations
Toutes les stations sont à Busan.
| Code | Station                   | Correspondance                                                                | Distance en km | Distance cumulée | Arrondissement |  |
| ---- | ------------------------- | ----------------------------------------------------------------------------- | -------------- | ---------------- | -------------- |  |
|      |                           |                                                                               |                |                  |                |  |
| 095  | Dadaepo Beach (Morundae)  |                                                                               | ---            | 0.0              | Saha           |  |
| 096  | Dadaepo Harbor            |                                                                               | 1.6            | 1.6              | Saha           |  |
| 097  | Natgae                    |                                                                               | 1.3            | 2.9              | Saha           |  |
| 098  | Sinjangnim                |                                                                               | 0.8            | 3.7              | Saha           |  |
| 099  | Jangnim                   |                                                                               | 1.1            | 4.8              | Saha           |  |
| 100  | Dongmae                   |                                                                               | 1.5            | 6.3              | Saha           |  |
| 101  | Sinpyeong                 |                                                                               | 1.6            | 7.9              | Saha           |  |
| 102  | Hadan                     |                                                                               | 1.6            | 9.5              | Saha           |  |
| 103  | Dangni                    |                                                                               | 0.8            | 10.3             | Saha           |  |
| 104  | Saha                      |                                                                               | 0.9            | 11.2             | Saha           |  |
| 105  | Goejeong                  |                                                                               | 0.9            | 12.1             | Saha           |  |
| 106  | Daeti                     |                                                                               | 0.8            | 12.9             | Saha           |  |
| 107  | Seodaesin                 |                                                                               | 1.4            | 14.3             | Seo            |  |
| 108  | Dongdaesin                |                                                                               | 0.7            | 15.0             | Seo            |  |
| 109  | Toseong                   |                                                                               | 1.2            | 16.2             | Seo            |  |
| 110  | Jagalchi                  |                                                                               | 1.0            | 17.2             | Jung           |  |
| 111  | Nampo                     |                                                                               | 0.7            | 17.9             | Jung           |  |
| 112  | Jungang                   |                                                                               | 0.9            | 18.8             | Jung           |  |
| 113  | Station Busan             | Gyeongbu LGV Séoul-Pusan services pour Saemaeul-ho services pour Mugunghwa-ho | 1.1            | 19.9             | Dong           |  |
| 114  | Choryang                  |                                                                               | 0.8            | 20.7             | Dong           |  |
| 115  | Busanjin                  | services pour Saemaeul-ho services pour Mugunghwa-ho                          | 0.8            | 21.5             | Dong           |  |
| 116  | Jwacheon                  |                                                                               | 1.0            | 22.5             | Dong           |  |
| 117  | Beomil                    |                                                                               | 0.9            | 23.4             | Dong           |  |
| 118  | Beomnaegol                |                                                                               | 0.8            | 24.2             | Busanjin       |  |
| 119  | Seomyeon                  |                                                                               | 1.2            | 25.4             | Busanjin       |  |
| 120  | Bujeon                    | services pour Saemaeul-ho services pour Mugunghwa-ho                          | 0.6            | 26.0             | Busanjin       |  |
| 121  | Yangjeong                 |                                                                               | 1.4            | 27.4             | Busanjin       |  |
| 122  | City Hall                 |                                                                               | 0.8            | 28.2             | Yeonje         |  |
| 123  | Yeonsan                   |                                                                               | 0.9            | 29.1             | Yeonje         |  |
| 124  | Busan Nat'l Univ. of Edu. |                                                                               | 1.0            | 30.1             | Yeonje         |  |
| 125  | Dongnae                   | Ligne 4 du métro de Busan                                                     | 1.2            | 31.3             | Dongnae        |  |
| 126  | Myeongnyun                |                                                                               | 0.8            | 32.1             | Dongnae        |  |
| 127  | Oncheonjang               |                                                                               | 1.0            | 33.1             | Dongnae        |  |
| 128  | Busan Nat'l Univ.         |                                                                               | 1.1            | 34.2             | Geumjeong      |  |
| 129  | Jangjeon                  |                                                                               | 1.0            | 35.2             | Geumjeong      |  |
| 130  | Guseo                     |                                                                               | 1.1            | 36.3             | Geumjeong      |  |
| 131  | Dusil                     |                                                                               | 1.0            | 37.3             | Geumjeong      |  |
| 132  | Namsan                    |                                                                               | 1.0            | 38.3             | Geumjeong      |  |
| 133  | Beomeosa                  |                                                                               | 0.9            | 39.2             | Geumjeong      |  |
| 134  | Nopo                      |                                                                               | 1.2            | 40.4             | Geumjeong      |  |